# Ibrahim Nasrallah
Ibrahim Nasrallah (en árabe, إبراهيم نصرالله, Amán, Jordania, 1954) es un poeta, novelista, profesor, periodista, pintor y fotógrafo palestino. 
Estudió en las escuelas de la Agencia de Naciones Unidas para los Refugiados de Palestina en Oriente Próximo. Trabajó de profesor dos años en Arabia Saudí y como periodista entre 1978 y 1996. De vuelta a Jordania, trabajó en varias publicaciones y es miembro de la Asamblea General de Sakakani.

## Obra

### Poesía
- Los caballos dominan la ciudad, 1980
- Dentro de la lluvia, 1982
- Canciones de la mañana, 1984
- El último diálogo a pocos minutos de matar al gorrión, 1984
- El chico del río y el general, 1987
- Tormentas del corazón, 1989
- Bosque verde, 1991
- El escándalo del zorro, 1993
- Verandas de otoño, 1997
- El libro de la muerte y los muertos, 1998
- En nombre de la madre y el hijo, 1999
- Espejos de ángeles, 2001

### Novela
- Aves del aviso, 1996
- El tiempo de los caballos blancos, 2016

## Premios
- The Award for Best Poetry Collection published in Jordan.
- The Arar literary Award for his body of work in 1991.
- The Jordanian Writers Society Honorary prize three times for three of his poetry collections.
- The Sultan Oweiss Award.
- In the United Arab Emirates he received the Al-Uweis Literary Award in 1997, a prize for Arab language poets.

- Datos: Q3107228